# اولدمنز، نیوجرسی
اولدمنز (به انگلیسی: Oldmans Township) شهری در ایالت نیوجرسی کشور ایالات متحده آمریکا است که جمعیت آن در سرشماری سال ۲۰۱۰ میلادی، ۱٬۷۷۳ نفر بوده‌است.